# イポリット・プティジャン
イポリット・プティジャン（Hippolyte Petitjean、1854年9月11日 - 1929年9月18日）はフランスの新印象派の画家である。

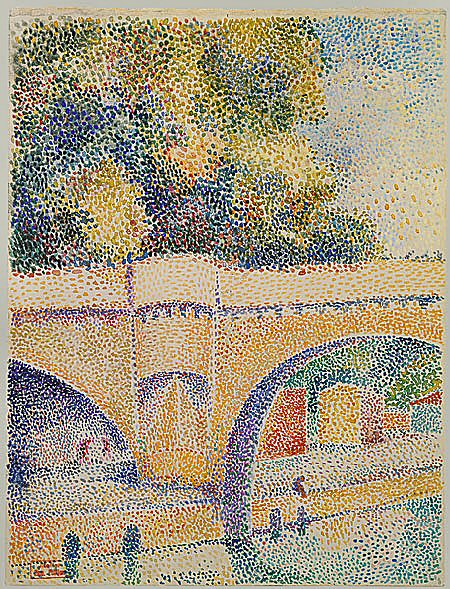
イポリット・プティジャン作「ポン・ヌフ」

## 略歴
ソーヌ＝エ＝ロワール県のマコンで生まれた。マコンの絵画学校で学び、市の奨学金を得て、パリのエコール・デ・ボザールに入学し、アレクサンドル・カバネルやピエール・ピュヴィス・ド・シャヴァンヌに学んだ。1880年からサロン・ド・パリに出展を始め、1891年まで出展を続けた。1884年に新印象派の画家、ジョルジュ・スーラと知り合い、スーラの色彩理論から影響を受け、点描による作品を制作した。
1891年から、アンデパンダン展や画廊「Le Barc de Boutteville」で開かれた、象徴主義の画家の展覧会に出展した。ブリュッセルの「20人展」や美術団体「ラ・リーブル・エステティーク（自由美学）」の展覧会にも出展した。
1896年から1902年の間、雑誌、「Les Temps nouveaux」に「Jehannet」の名義で多くの挿絵を制作した。ドイツの美術雑誌「Pan」に版画作品が掲載された。

## 作品

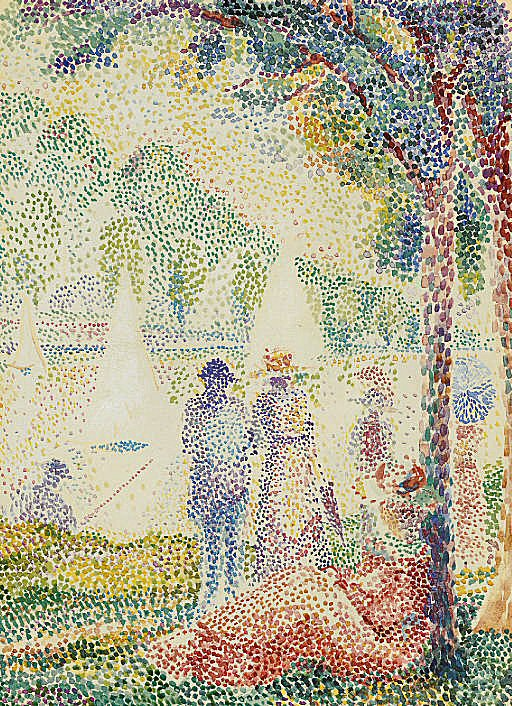
「公園で」
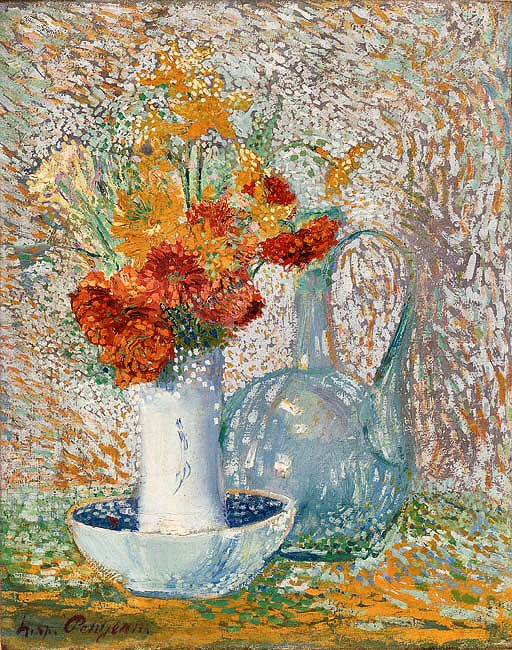
静物画
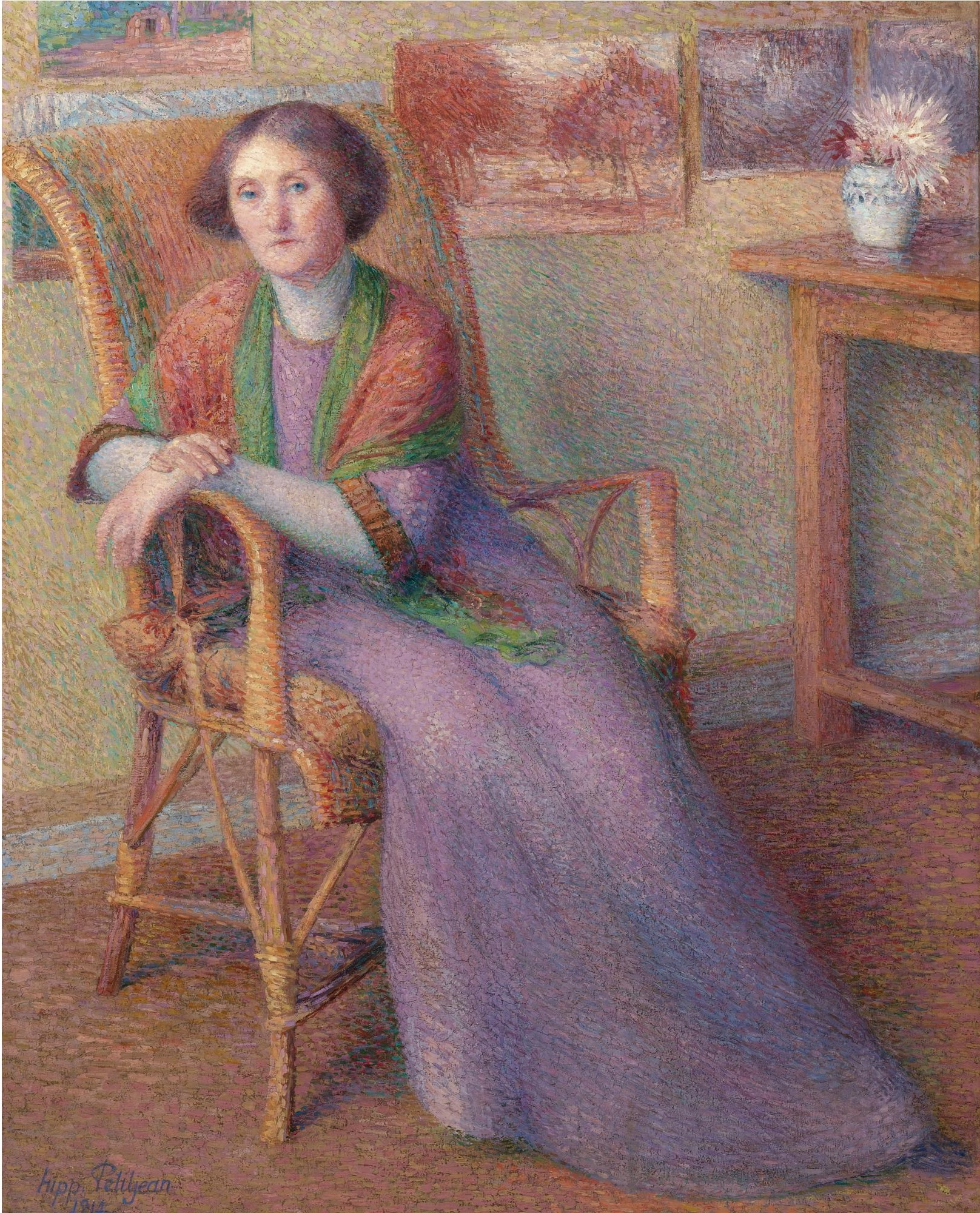
婦人像　(1914)
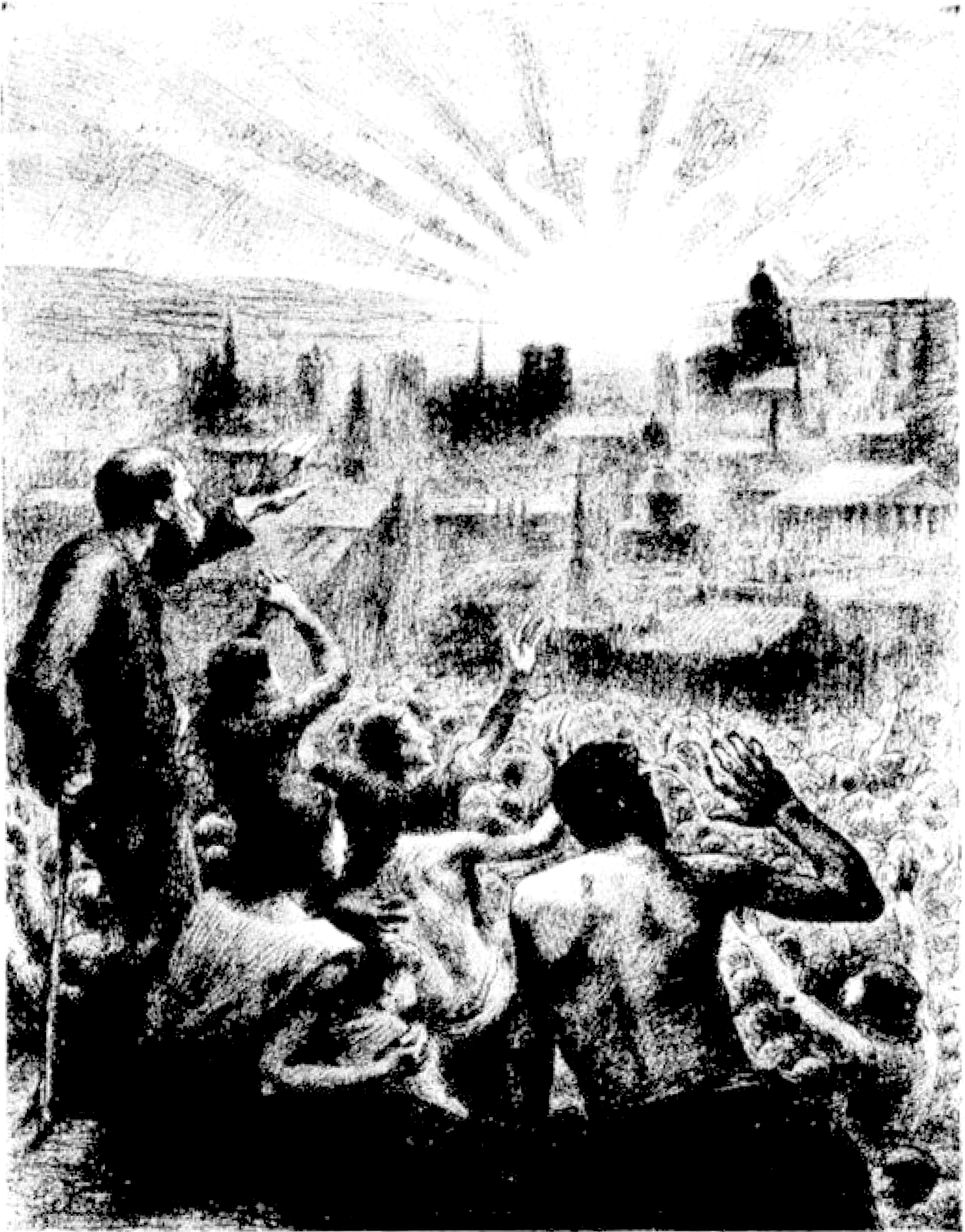
「Jehannet」名義のイラスト